# Milicia Fascista Albanesa
La Milicia Fascista Albanesa (MFSH) (en albanés: Milicia Fashiste Shqiptare) fue un grupo paramilitar fascista albanés formado en 1939, procediendo a la invasión italiana de Albania. Como un ala de los Camisas Negras italianos (MVSN), la milicia inicialmente consistía en colonos italianos en Albania, pero más tarde también se alistaron voluntarios albaneses. Tenía su sede en Tirana.

## Historia
La Milicia Fascista Albanesa (MFSH) se formó por el Decreto n.º 91, fechado el 18 de septiembre de 1939 por el delegado general, y era parte de la Milicia Voluntaria para la Seguridad Nacional encabezada por el comandante general Mussolini. La milicia se encargó de mantener el orden interno a pedido del primer ministro. Su reclutamiento fue voluntario para todas las personas que cumplían los requisitos para ser miembros del Partido Fascista. Los oficiales fueron nombrados por el Mando General de la Milicia Voluntaria de Seguridad Nacional, siguiendo la propuesta del Comandante de la Milicia Fascista de Albania (MFSH), luego de que el Secretario del Partido Fascista fuera consultado. Los suboficiales, graduados, camisas negras (llamados agentes de poder) fueron nombrados por el comandante de la MFSH.
La MFSH consistió en un mando, 4 legiones y 10 cohortes. Fue totalmente financiada por el estado.
Se disolvió en 1943 tras la rendición de Italia en la Segunda Guerra Mundial.